# 塔罗谷镇
塔罗谷镇（義大利語：Borgo Val di Taro）是意大利帕尔马省的一个市镇。总面积152.3平方公里，人口7242人，人口密度47.6人/平方公里（2009年）。ISTAT代码为034006。

## 友好城市
- 法國沙朗通勒蓬
- 西班牙比拉德克鲁塞斯
- 義大利阿普里卡